# Vella americana
Vella americana är en insektsart som först beskrevs av Dru Drury 1773.  Vella americana ingår i släktet Vella och familjen myrlejonsländor. Inga underarter finns listade i Catalogue of Life.